# Calciouranoïta
La calciouranoïta és un mineral de la classe dels òxids. Fou anomenat així l'any 1974 per la seva composició: calcium i uranium.

## Característiques
La calciouranoïta és un òxid de fórmula química (Ca,Ba,Pb)U₂O₇·5H₂O. La seva duresa a l'escala de Mohs és 4.
Segons la classificació de Nickel-Strunz la calciouranoïta pertany a «04.GB - Uranils hidròxids, amb cations addicionals (K, Ca, Ba, Pb, etc.); principalment amb poliedres pentagonals UO₂(O,OH)₅» juntament amb els següents minerals: agrinierita, compreignacita, rameauita, becquerelita, bil·lietita, protasita, richetita, bauranoïta, wölsendorfita, metacalciouranoïta, fourmarierita, masuyita, metavandendriesscheïta, vandendriesscheïta, vandenbrandeïta, sayrita, curita, iriginita, uranosferita i holfertita.

## Formació i jaciments
Ha estat descrita en falles saturades d'aigua en felsites, concretament en la zona profunda d'oxidació d'un dipòsit d'urani-molibdè. S'ha descrit associada a calcita, uranofana, bauranoïta, metacalciouranoïta, protasita. Ha estat descrita només a la seva localitat tipus, al dipòsit d'urani-molibdè d'Oktyabr'skoe (Rússia).